# Serralada Penibètica

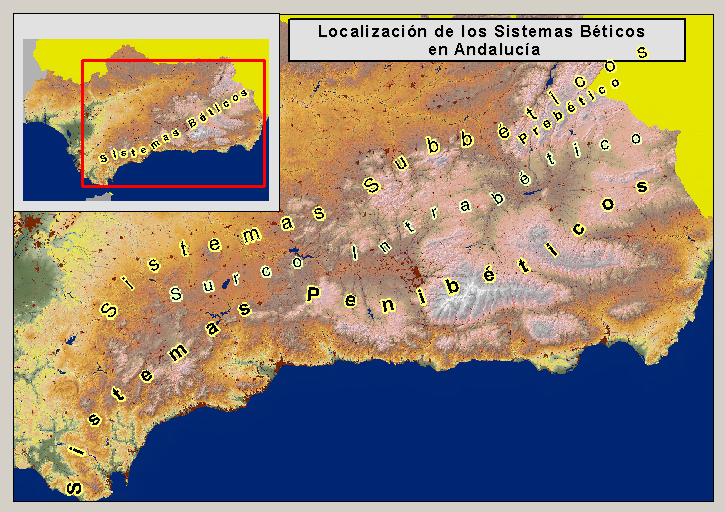
Localització dels sistemes bètics a Andalusia

La serralada Penibètica o Sistema Penibètic és la part situada més al sud de la Serralades Bètiques, discorre prop de la costa sud d'Andalusia, des de la província de Cadis fins a la d'Almeria. Un poc més cap al nord es troben les serralades Subbètica i Prebètica.
Les serres principals que la formen, d'oest a est, són la Sierra de Grazalema, Sierra de las Nieves, Sierra de Tejeda, Sierra de Almijara, Sierra Nevada, Sierra de la Contraviesa, Sierra de Gádor, Sierra de Baza, Sierra de los Filabres i Sierra de Las Estancias.
Estructuralment és composta per un complex sistema de mantells geològics sùperposats. Entre ells es troben:Alpujárride, el Nevado-Filábride i el Maláguide. El mantell Alpujarride i el Filabride-Nevado afloren a la Serra Nevada, constituint una finestra tectònica on afloren materials molt metamorfitzats, predominant els micaesquists paleozoics.
Una altra característica de la serralada Penibètica és l'aparició en determinades zones de roques endògenes que emergiren pel plegament —Serralada de Ronda— i també hi ha materials d'origen volcànic —Cap de Gata.

## Topografia

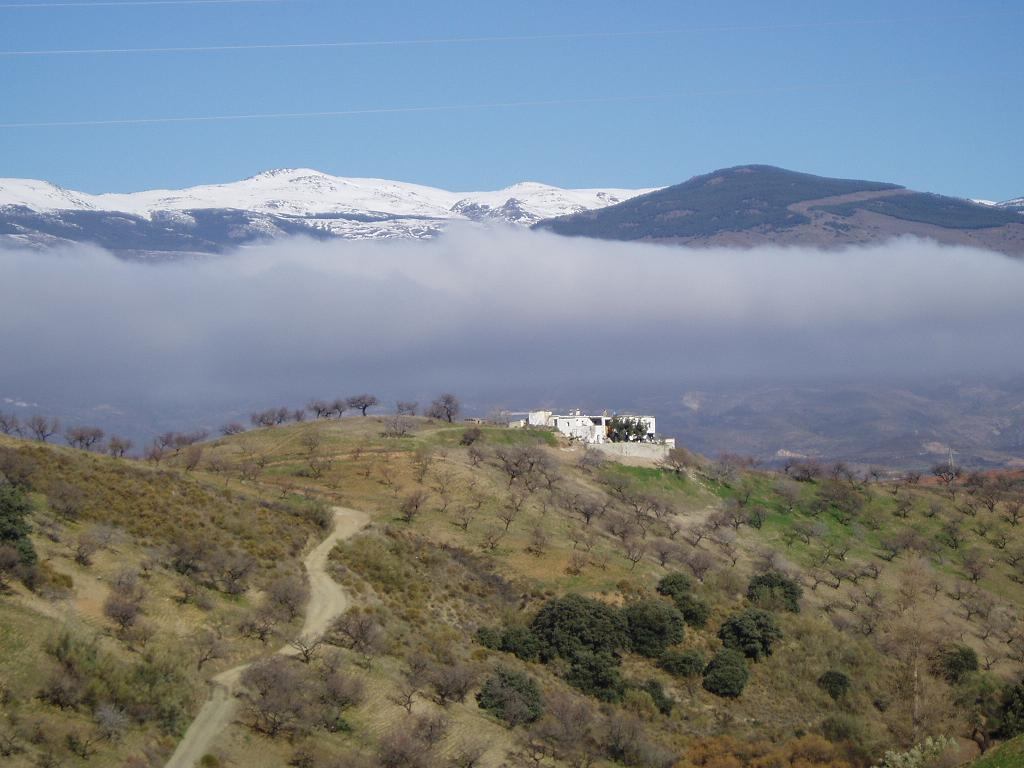
El Mulhacén vist des de Las Alpujarras.

La Topografia de la Serralada Penibètica té una gran continuïtat de les grans altituds si es compara amb les de l'externa -Mulhacén, Veleta-. La continuïtat està interrompuda de dos passos que són el corredor del Fiñana i la vall de Lecrín, a més de la vall del Guadalhorce.